# Weltmeisterschaften der Rhythmischen Sportgymnastik 1979
Die 9. Weltmeisterschaften der Rhythmischen Sportgymnastik fanden 1979 in London, Vereinigtes Königreich statt.

## Ergebnisse

### Einzel-Mehrkampf
| Rang | Nation      | Athletin          |
| ---- | ----------- | ----------------- |
| 1    | Sowjetunion | Iryna Derjugina   |
| 2    | Sowjetunion | Jelena Tomas      |
| 3    | Sowjetunion | Irina Gabaschwili |

### Gruppe-Mehrkampf
| Rang | Nation           | Athletin                                                                        |
| ---- | ---------------- | ------------------------------------------------------------------------------- |
| 1    | Sowjetunion      | Jewtuschenko Dolidse Irina Dewina Gusejewa Wioletta Sedych Olga Schtschegoljewa |
| 2    | Tschechoslowakei |                                                                                 |
| 3    | Bulgarien        |                                                                                 |

### Ball
| Rang | Nation      | Athletin          |
| ---- | ----------- | ----------------- |
| 1    | Sowjetunion | Irina Gabaschwili |
| 2    | Bulgarien   | Iliana Raewa      |
| 3    | Sowjetunion | Iryna Derjugina   |

### Keulen
| Rang | Nation           | Athletin         |
| ---- | ---------------- | ---------------- |
| 1    | Tschechoslowakei | Daniela Bosanska |
| 1    | Sowjetunion      | Iryna Derjugina  |
| 1    | Bulgarien        | Iliana Raewa     |

### Seil
| Rang | Nation           | Athletin          |
| ---- | ---------------- | ----------------- |
| 1    | Bulgarien        | Kristina Gujurowa |
| 2    | Sowjetunion      | Jelena Tomas      |
| 3    | Tschechoslowakei | Iveta Havlickova  |
| 3    | Tschechoslowakei | Zusana Zaveska    |

### Band
| Rang | Nation      | Athletin          |
| ---- | ----------- | ----------------- |
| 1    | Sowjetunion | Iryna Derjugina   |
| 2    | Sowjetunion | Jelena Tomas      |
| 2    | Bulgarien   | Kristina Gujurowa |

### Medaillenspiegel
| Rang | Nation           | Gold | Silber | Bronze | Gesamt |
| ---- | ---------------- | ---- | ------ | ------ | ------ |
| 1    | Sowjetunion      | 5    | 3      | 2      | 10     |
| 2    | Bulgarien        | 2    | 2      | 1      | 5      |
| 3    | Tschechoslowakei | 1    | 1      | 2      | 4      |